# いきなりダゴン
『いきなりダゴン』は、テレビ朝日系列局ほかで放送されていたテレビアニメである。テレビ朝日と日本アニメーションの共同製作。全12話。
イギリスの作家、デニス・ボンド作の絵本シリーズ「Dagon」を原作とする作品。当初は原作に近い形の『ダゴンの冒険』も制作されたが、アニメ化に際してキャラクターデザインやストーリーが変更された。
テレビ朝日系列局では、1988年4月9日から同年6月25日まで毎週土曜 19:30 - 20:00 （日本標準時）に放送。ただし、他系列とのクロスネット局であった青森放送、山形放送、テレビ信州、日本海テレビ、山口放送、テレビ熊本、テレビ大分、テレビ宮崎を除く。また、当時この時間帯に『部長刑事』を放送していた朝日放送では、毎週土曜 17:55 - 18:25 に先行ネットされていた。

## ストーリー
宇宙船のパイロット見習いのダゴンは仲間とともに地球に不時着した際、蛙に追われていたスズメバチのマリリンを救い、彼女に慕われた。それ以来、ダゴンは昆虫たちのリーダーとなり、皆で冒険の旅に出ることになった。

## 登場人物
ダゴン
声 - 小宮和枝
主人公である異星人で、昆虫ほどの背丈をしている。
マリリン
声 - 滝沢久美子
医者をしている金髪碧眼のスズメバチ。
フロッピー
声 - 緒方賢一
スキッパー
声 - 塩屋翼
ジザム
声 - 江原正士
メリル
声 - 林原めぐみ
ゲッポー
声 - 渡部猛
イボ蛙。マリリンを襲っていたところ、ダゴンの光線銃を受けた。
ゴジ
声 - 青森伸
ストリープ
声 - 土師孝也
ガリバルジー
声 - 兼本新吾
リリィー
声 - 堀江美都子
リンダ
声 - 峰あつ子
ヘンリー
声 - 増岡弘
チェン
声 - 龍田直樹
アナウンサー
声 - 塩屋浩三
パイロット
声 - 山寺宏一
大統領
声 - 徳丸完
虫
声 - 橋本あゆみ

## スタッフ
- 原作 - デニス・ボンド、ケン・モートン
- 監督 - 横田和善
- キャラクターデザイン - 高野登
- 製作 - 本橋浩一
- 製作管理 - 高桑充
- 企画 - 佐藤昭司
- プロデューサー - 松土隆二、川田方寿（テレビ朝日）
- 撮影監督 - 森田俊昭
- 美術監督 - 阿部泰三郎、佐藤信、藤田勉
- 音楽 - 石田勝範
- 録音監督 - 藤野貞義
- 現像 - IMAGICA
- 制作 - テレビ朝日、日本アニメーション

## 主題歌
オープニングテーマ - 「愛こそヒーロー」
作詞 - おおくぼ由美 / 作曲 - 鈴木キサブロー / 編曲 - 戸塚修 / 歌 - 堀江美都子
エンディングテーマ - 「ハローグッバイ〜終わらないパレード」
作詞 - 佐藤ありす / 作曲 - 森田公一 / 編曲 - 戸塚修 / 歌 - 堀江美都子

## 各話リスト
| 話数 | サブタイトル                           | 脚本     | 絵コンテ          | 演出     | 作画監督 | 放送日  |
| ---- | -------------------------------------- | -------- | ----------------- | -------- | -------- | ------- |
| 1    | ボクは宇宙人! マリリン先生はボインだぞ | 藤本信行 | 横田和善          | 横田和善 | 石川哲也 | 4月9日  |
| 2    | イボ蛙なんて怖くない!?                 | 藤本信行 | 斉藤次郎          | 斉藤次郎 | 加藤興治 | 4月16日 |
| 3    | ボクを煮てもおいしくない!              | 藤本信行 | 小金井良一        | 斉藤博   | 石井秀一 | 4月23日 |
| 4    | サピエンスの家は魔法の館だ!            | 藤本信行 | 鈴木孝義          | 鈴木孝義 | 武内啓   | 4月30日 |
| 5    | ゴキブリも美人が好きなんだ!            | 山本優   | 小金井良一        | 斉藤博   | 加藤興治 | 5月7日  |
| 6    | 暗黒街のケンカは恐ろしい!              | 山本優   | 斉藤次郎          | 斉藤次郎 | 石井秀一 | 5月14日 |
| 7    | フラれたって泣かないぞ!                | 山本優   | 横田和善          | 横田和善 | 武内啓   | 5月21日 |
| 8    | 理想の世界にゃ罠がある                 | 藤本信行 | 鈴木孝義          | 鈴木孝義 | 加藤興治 | 5月28日 |
| 9    | えっ! マリリン先生に恋人…              | 藤本信行 | 小金井良一        | 斉藤博   | 石井秀一 | 6月4日  |
| 10   | 漂流! 丸干しになっちゃうよ             | 藤本信行 | 小金井良一        | 斉藤次郎 | 武内啓   | 6月11日 |
| 11   | 花がしゃべる! 謎の夢が森               | 藤本信行 | 横田和善          | 横田和善 | 加藤興治 | 6月18日 |
| 12   | わっ! 宇宙樹が飛んでいく               | 藤本信行 | 斉藤次郎 横田和善 | 横田和善 | 石井秀一 | 6月25日 |

## 関連書籍
- 学研・ひとりよみ名作
  - いきなりダゴン（1988年6月 / ぶん - 田中史子 / え - 菊田武勝 / ISBN 4-05-102925-5）
- 講談社のテレビ絵本
  - いきなりダゴン 1 ちいさなちいさなうちゅうじん（1988年6月 / ISBN 4-06-105190-3）
  - いきなりダゴン 2 ダゴンまちへゆく（1988年7月 / ISBN 4-06-303202-7）